# 布野崩れ
布野崩れまたは府野崩れ（ふのくずれ）は、天文13年（1544年）7月28日に、備後国比叡尾山城（広島県三次市）に攻め寄せた尼子軍を、大内軍（毛利氏・三吉氏）が迎え撃った戦い。毛利元就の命令で出陣した毛利軍は敗北するが、翌日に三吉軍が油断していた尼子軍を奇襲で破ったため、大内軍の勝利となった。

## 背景
天文12年（1543年）の第1次月山富田城の戦いでは、尼子晴久は攻め手の大内義隆の軍勢を返り討ちにした。これにより尼子は、安芸・備後などで反転攻勢に出る。備後国人たちへの切り崩し工作により、神辺城の山名理興（杉原理興）を調略した。
尼子に寝返った理興は、尼子氏の備後攻略の足がかりとなっており、同年6月には山名勢が小早川領へ侵攻、10月と翌天文13年（1544年）3月には尼子勢が備後へ侵攻するなどしていた。これに対して、大内氏も抗戦を続けており、大内軍の主力として毛利勢も度々出陣していた。

## 戦いの経過
天文13年（1544年）7月、尼子晴久は尼子国久とその子・誠久を総大将として7,000の軍勢を送り込んだ。尼子軍は、大内方となっている国人三吉広隆が守る比叡尾山城を目指して進軍し、城から10キロメートルほど離れた場所である布野（府野）に陣を敷いた。なお、比叡尾山城は安芸吉田郡への入口にあたる要衝に位置しており、遠征の狙いは毛利元就の居城吉田郡山城の再攻撃を企てていたともされる。
これに対して元就は、福原貞俊・児玉就忠・井上光利らに1,000余騎を預けて援軍とする。7月28日には濃霧の中で尼子軍に攻めかかるも、精強で名を知られた新宮党を率いる尼子国久らの前に毛利軍は敗走。毛利に属していた上山実広や井上光利などが討ち死にしている。あまりの大敗であるため、布野での戦いは「布野崩れ」と呼ばれるほどであった。
しかし、比叡尾山城の広隆勢500は、翌29日に尼子陣営に奇襲をかけた。前日の大勝によって尼子勢は油断していたとみられ、尼子軍は総崩れとなって出雲国へ退却。尼子軍の侵攻を食い止めることに成功した。

## 戦後
尼子軍が撃退されたことで、備後国に残る尼子方有力国人は山名理興のみとなった。大内軍と安芸国人衆は、粘り強く抵抗する神辺城を攻め、ようやく天文18年（1549年）に理興は降伏。備後から尼子の影響力を駆逐することに成功した。
しかし、備後などを巡る尼子との攻防を、大内義隆が家臣任せにしていたことが大内家の家臣離反の一因へと繋がっていった（大寧寺の変）。さらに毛利は、一連の戦いを通じて確実に勢力を伸張、最終的に大内氏からの独立に向けて力を蓄えるまでになった（防芸引分）。